# Africa Cup 2002
L'Africa Cup 2002 fu la 3ª edizione dell'Africa Cup, torneo continentale di rugby a 15 organizzato dalla Confederazione africana di rugby.
Essa funse anche da secondo turno di qualificazione alla Coppa del Mondo di rugby 2003 (il primo essendo stato la seconda divisione dell'edizione precedente di Africa Cup); il Madagascar, vincitore della seconda divisione 2001, fu promossa alla prima divisione 2002 e concorse per il titolo di campione africano e per la qualificazione alla competizione mondiale.
Il torneo si svolse in due gironi geografici, Nord e Sud; il girone Nord vide la vittoria della Tunisia e quello Sud fu appannaggio della Namibia che, nella doppia finale di andata e ritorno, si disputarono il titolo di campione africano; benché il risultato complessivo delle due finali fosse stato un 43 pari (26-19 per la Namibia all'andata, 24-17 per la Tunisia al ritorno), fu la Namibia a vincere il trofeo per il maggior numero di mete segnate nei due incontri.
La Namibia si qualificò anche alla Coppa del Mondo, mentre la Tunisia fu destinata ai ripescaggi interzona.
La seconda divisione, infine, vide la vittoria dell'Uganda, promosso alla divisione superiore dell'Africa Cup 2003.

## 1ª divisione

### Girone Nord
| Data      | Incontro                 | Risultato | Sede       |
| --------- | ------------------------ | --------- | ---------- |
| 18-5-2002 | Tunisia ― Marocco        | 27–26     | Tunisi     |
| 25-5-2002 | Costa d'Avorio ― Tunisia | 8–13      | Abidjan    |
| 1-6-2002  | Marocco ― Costa d'Avorio | 23–21     | Casablanca |

|  | Classifica girone Nord | G | V | N | P | P+ | P- | diff. | PT |
|  | ---------------------- | - | - | - | - | -- | -- | ----- | -- |
|  | Tunisia                | 2 | 2 | 0 | 0 | 40 | 34 | +6    | 4  |
|  | Marocco                | 2 | 1 | 0 | 1 | 49 | 48 | +1    | 2  |
|  | Costa d'Avorio         | 2 | 0 | 0 | 2 | 29 | 36 | -7    | 0  |

### Girone Sud
| Data      | Incontro              | Risultato | Sede         |
| --------- | --------------------- | --------- | ------------ |
| 2-6-2002  | Madagascar ― Zimbabwe | 52-3      | Antananarivo |
| 15-6-2002 | Namibia ― Madagascar  | 116-0     | Windhoek     |
| 29-6-2002 | Zimbabwe ― Namibia    | 52-3      | Antananarivo |

|  | Classifica girone Sud | G | V | N | P | P+  | P-  | diff. | PT |
|  | --------------------- | - | - | - | - | --- | --- | ----- | -- |
|  | Namibia               | 2 | 2 | 0 | 0 | 158 | 30  | 128   | 4  |
|  | Madagascar            | 2 | 1 | 0 | 1 | 52  | 119 | -67   | 2  |
|  | Zimbabwe              | 2 | 0 | 0 | 2 | 33  | 94  | -61   | 0  |

### Finale
| Arbitro: | Andy Turner |

|                                 |      |               |
| van Lill 21’, 32’ Schreuder 64’ | mt   | 13’ Khadraoui |
| Schreuder 21’                   | tr   | 14’ Kais      |
| Schreuder 9’, 26’, 80+2’        | c.p. | 36’, 49’ Kais |
|                                 | drop | 11’, 40’ Kais |

| Tunisi 12 ottobre 2002 | Tunisia    | 24 – 17 | Namibia | Stadio El Menzah\| Arbitro: \| Joël Jutge \| |
| Arbitro:               | Joël Jutge |         |         |                                              |

## 2ª divisione

### Girone Nord
| Data      | Incontro         | Risultato | Sede    |
| --------- | ---------------- | --------- | ------- |
| 7-9-2002  | Uganda ― Camerun | 23-13     | Kampala |
| 21-9-2002 | Camerun ― Kenya  | 13-18     | Doula   |
| 5-10-2002 | Kenya ― Uganda   | 22-31     | Nairobi |

|  | Classifica girone Nord | G | V | N | P | P+ | P- | diff. | PT |
|  | ---------------------- | - | - | - | - | -- | -- | ----- | -- |
|  | Uganda                 | 2 | 2 | 0 | 0 | 56 | 35 | +21   | 4  |
|  | Kenya                  | 2 | 1 | 0 | 1 | 40 | 44 | -4    | 2  |
|  | Camerun                | 2 | 0 | 0 | 2 | 26 | 43 | -17   | 0  |

### Girone Sud
| Data      | Incontro            | Risultato | Sede     |
| --------- | ------------------- | --------- | -------- |
| 27-7-2002 | Botswana ― Zambia   | 32-19     | Gaborone |
| 21-9-2002 | Zambia ― eSwatini   | 61-9      | Lusaka   |
| 5-10-2002 | eSwatini ― Botswana | 10-10     | Mbabane  |

|  | Classifica girone Sud | G | V | N | P | P+ | P- | diff. | PT |
|  | --------------------- | - | - | - | - | -- | -- | ----- | -- |
|  | Botswana              | 2 | 1 | 1 | 0 | 42 | 29 | +13   | 3  |
|  | Zambia                | 2 | 1 | 0 | 1 | 80 | 41 | +39   | 2  |
|  | eSwatini              | 2 | 0 | 1 | 1 | 19 | 71 | -52   | 1  |

### Finale
| Kampala 16 novembre 2002 | Uganda | 56 – 7 | Botswana | Mandela National Stadium |